# Paletové regály

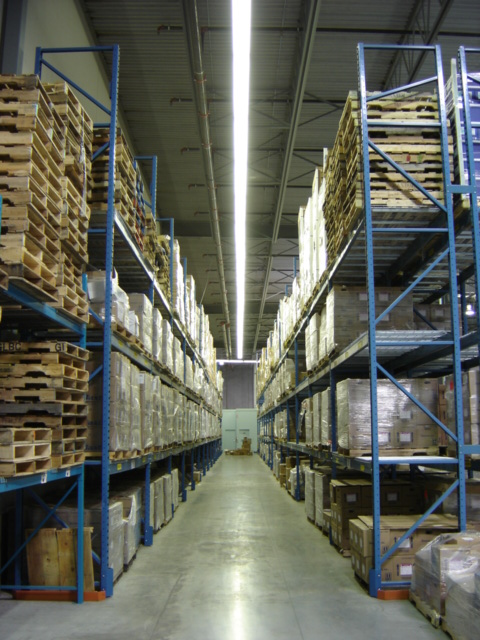
Paletové regály v potravinářském velkoskladu

Paletové regály jsou regály používané v logistice pro uložení palet se zbožím.

## Historie
Se zvyšováním množství výroby, s nástupem průmyslové revoluce se přemýšlelo také o jeho dopravě. V rámci výroby a dopravy k zákazníkovi bylo jediným řešením  skladování materiálu v takovém množství, aby se maximálně vyplatila doprava. Výrobky se skladovaly na palety. A jelikož bylo zapotřebí snížit i množství potřebné plochy pro uskladnění materiálu a zboží, začaly se využívat paletové regály, které dovolovaly uskladnit palety se zbožím do více horizontálních úrovní. První paletové regály byly spíše pevné konstrukce a každý si tyto konstrukce vyráběl podle vlastních potřeb. Jak šly potřeby zákazníků stále dopředu, měnily se i požadavky na použitelnost paletových regálů. U regálů se už ustupovalo od namáhavého šroubování, které prodlužovalo čas při montáži, přestavbě regálu i samotné demontáži. Nakonec zvítězil systém perforovaných stojanů, v kterých byly v určité rozteči otvory (zámky) a ty dovolovaly libovolné výškové přestavování nosníků palet.
Dnes se na světě vyrábí velké množství typů paletových regálů. Tyto regály od různých výrobců však nejsou navzájem kompatibilní a v případě, že se zákazník rozhodne pro jednoho výrobce, nemůže už tyto regály kombinovat s výrobky jiných výrobců.